# Lauda Sion
Le Lauda Sion est une séquence latine composée en 1264 par saint Thomas d'Aquin pour la messe de la Fête-Dieu. C'est un chef-d'œuvre de la poésie dogmatique, qui illustre de manière « parlante » le dogme de la transsubstantiation. 

## Texte
« À la messe  de la fête de Très Saint-Sacrement (Fête-Dieu) »
| latin | français |
| --- | --- |
| (I) Lauda Sion salvatorem lauda ducem et pastorem, in hymnis et canticis. (II) Quantum potes tantum aude, quia major omni laude, nec laudare sufficis. (III) Laudis thema specialis, panis vivus et vitalis hodie proponitur. (IV) Quem in sacræ mensa cœnæ, turbæ fratrum duodenæ datum non ambigitur. (V) Sit laus plena, sit sonora, sit jucunda, sit decora mentis jubilatio. (VI) Dies enim solemnis agitur, in qua mensæ prima recolitur hujus institutio. (VII) In hac mensa novi Regis, novum Pascha novæ legis, phase vetus terminat. (VIII) Vetustatem novitas, umbram fugat veritas ; noctem lux eliminat. (IX) Quod in cœna Christus gessit, faciendum hoc expressit in sui memoriam. (X) Docti sacris institutis, panem, vinum in salutis consecramus hostiam. (XI) Dogma datur christianis, quod in carnem transit panis, et vinum in sanguinem. (XII) Quod non capis, quod non vides, animosa firmat fides, præter rerum ordinem. (XIII) Sub diversis speciebus, signis tantum, et non rebus, latent res eximiæ. (XIV) Caro cibis, sanguis potus ; manet tamen Christus totus sub utraque specie. (XV) A sumente non concisus, non confractus, non divisus ; integer accipitur. (XVI) Sumit unus, sumunt mille ; quantum isti, tantum ille ; nec sumptus consumitur. (XVII) Sumunt boni, sumunt mali ; sorte tamen inæquali, vitæ vel interitus. (XVIII) Mors est malis, vita bonis ; vide paris sumptionis, quam sit dispar exitus. (XIX) Fracto demum Sacramento, ne vacilles, sed memento, tantum esse sub fragmento, quantum toto tegitur. (XX) Nulla rei fit scissura ; signi tantum fit fractura ; qua nec status, nec statura signati minuitur. | (1) Sion, louez votre Sauveur, louez votre chef et votre pasteur, par des hymnes et des cantiques. (2) Tout ce qui vous est possible, osez-le; car il est au-dessus de toute louange, et vous ne pouvez suffire à le louer dignement. (3) Quel touchant sujet de louanges ! Un pain vivant et vivifiant nous est présenté en ce jour. (4) C'est ce pain, nous le savons, que Jésus-Christ donna à ses douze disciples au festin sacré de la Cène. (5) Que nos louanges soient parfaites, qu'elles retentissent avec une douce et agréable harmonie, au milieu de pieux transports de nos âmes. (6) Car nous célébrons aujourd'hui la fête solennelle de l'institution de ce divin banquet. (7) À cette table de notre souverain Roi, la pâque nouvelle met fin à la pâque ancienne. (8) La victime antique fait place à la nouvelle, la figure à la vérite ; la nuit est repoussée par la lumière. (9) Ce que Christ a fait à la Cène, il nous a ordonné de le faire en mémoire de lui. (10) Instruits par ces divins préceptes, nous consacrons le pain et le vin, en une victime de salut. (11) C'est un dogme de la foi chrétienne, que le pain est changé au corps, et le vin au sang de Jésus-Christ. (12) Ce que vous ne pouvez ni voir ni comprendre, ce qui s'élève au-dessus de l'ordre de la nature, une foi vive vous le persuade fortement. (13) Sous des espèces différentes qui n'ont plus que l'apparence de leur nature, se cachent de merveilleuses réalités. (14) La chair de Jésus-Christ est une nourriture, son sang un breuvage ; et il demeure tout entier sous les deux espèces. (15) On s'en nourrit, mais sans le couper, sans le rompre, ni le diviser ; on le reçoit tout entier. (16) Un seul le reçoit, mille s'en nourrissent ; un seul reçoit autant que mille ; tous s'en nourrissent sans le consumer. (17) Les bons s'en approchent, les méchants aussi ; mais, par un sort différent, les uns trouvent la vie, les autres la mort. (18) Il est la mort des méchants, et la vie des bons ; la nourriture a été la même, mais hélas ! quels effets bien différents. (19) Quand l'hostie est rompue, restez ferme dans votre foi ; et rappelez-vous que Jésus-Christ est aussi entier sous chaque partie que dans l'hostie entière. (20) Son corps ne peut se rompre ; le signe seul est brisé ; mais Celui-ci, toujours même, ne souffre aucune altération. |

« Ici on se prosterne et on reste à genoux jusqu'à la fin de Prose,. »
| latin | français |
| --- | --- |
| (XXI) Ecce panis angelorum, factus cibus viatorum, vere panis filiorum, non mittendus canibus. (XXII) In figuris præsignatur, cum Isaac immolatur, agnus Paschæ deputatur, datur manna patribus. (XXIII) Bone pastor, panis vere, Jesu, nostri miserere ; tu nos pasce, nos tuere, tu nos bona fac videre, in terra viventium. (XXIV) Tu qui cuncta scis et vales, qui nos pascis hic mortales ; tuos ibi commensales ; cohæredes et sodales fac sanctorum civium. Amen. | (21) Voici le pain des Anges devenu la nourriture des hommes voyageurs ici-bas, le vrai pain des enfants qui ne doit pas être jeté aux chiens. (22) Il fut annoncé en figure par le sacrifice d'Isaac, par l'immolation de l'agneau pascal, et par la manne donnée à nos pères. (23) Bon pasteur, pain véritable, Jésus, ayez pitié de nous ; soyez notre nourriture et notre soutien, faites-nous jouir des vrais biens, dans la terre des vivants. (24) Vous dont la science et le pouvoir sont sans borne, vous qui êtes notre nourriture ici-bas, daignez nous recevoir à votre banquet des cieux, à l'héritage et à la société de saints. Amen. |

Pour autre traduction, voir aussi :
- Académie de Chant grégorien (Belgique) : [lire en ligne]

## Partition

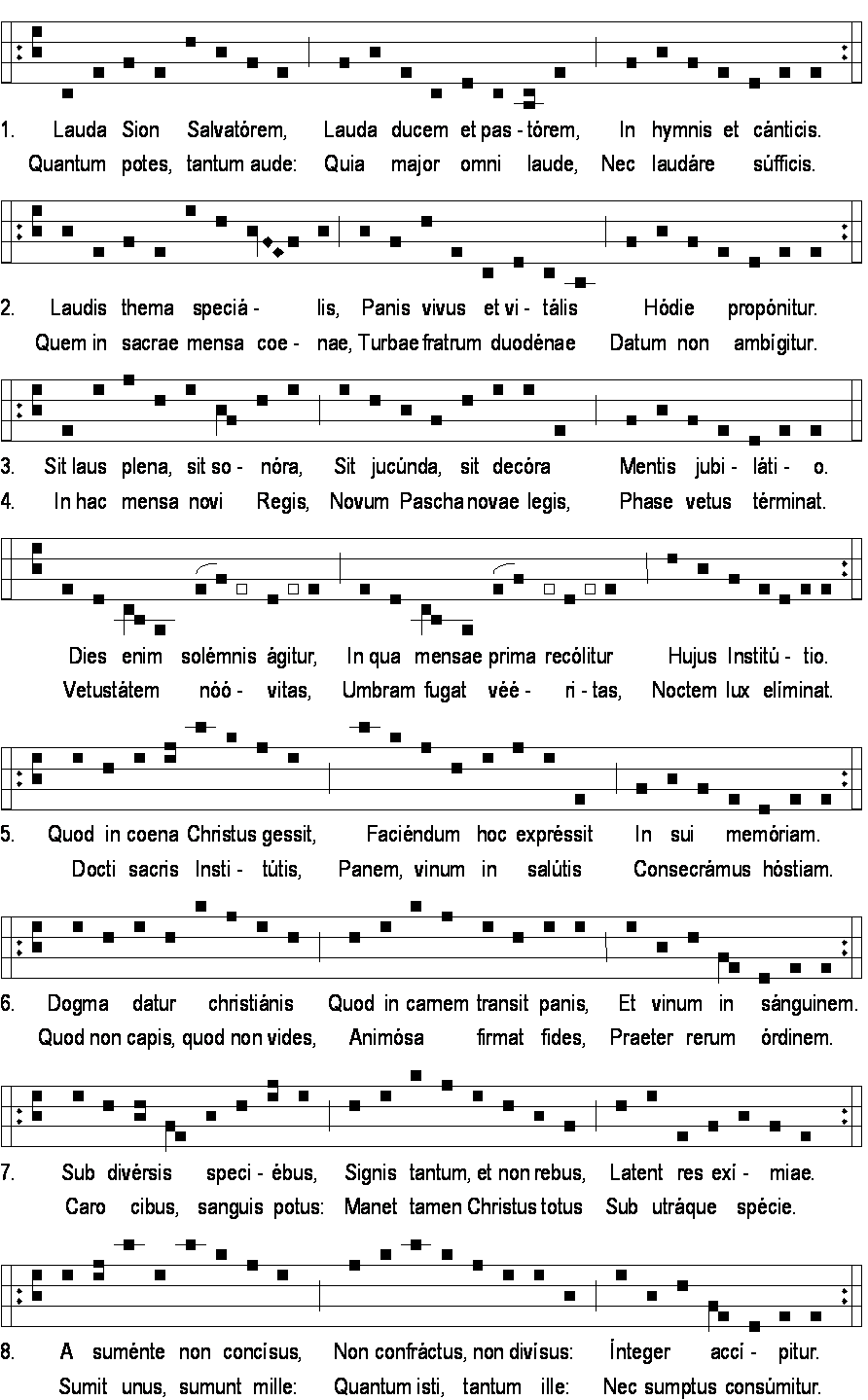
Strophes I - VIII

## D'autres hymnes chrétiennes pour le Saint-Sacrement
- Ave verum corpus (usage plus ancien dans le rite romain[wd 1])
- Panis Angelicus à partir de la Sacris solemniis (Thomas d'Aquin, matines)
- O salutaris Hostia à partir de la Verbum supernum prodiens (Thomas d'Aquin, laudes)
- Tantum ergo à partir de la Pange lingua (Thomas d'Aquin, vêpres)

## Historique

### Origine

#### Origine de texte

##### Nouvelle séquence
La tradition attribue l'origine du texte au pape Urbain IV († 1264), et comme auteur, à Thomas d'Aquin († 1274). Le Franciscain Luc de Wadding préférait son lointain prédécesseur saint Bonaventure de Bagnoregio († 1274). De nos jours, avec ses trois hymnes, la séquence est certes affectée à Thomas d'Aquin. Toutefois, ce dernier était en fait chargé de composer de nouveaux textes de la Fête-Dieu, afin de remplacer ceux de sainte Julienne de Cornillon, antérieurement utilisés au diocèse de Liège à partir de l'année de l'institution 1246 ou avant. Un événement en 1263 favorisa cette demande. Le miracle du Corporal apparut à Bolsena, près d'Orvieto où séjournaient le pape et saint Thomas d'Aquin. 
Nonobstant, il est probable que cette nouvelle fête restait une liturgie locale. Car, avant l'élection, Urbain IV avait été archidiacre de Liège, puis évêque de Verdun. La confirmation de la Fête-Dieu en 1264 était lié à l'intérêt de ses anciennes fonctions et à feue sainte Julienne († 1258). La célébration était limitée en France, en Allemagne, en Hongrois et en Italie du nord. De surcroît, plus mauvaise circonstance, la version de Thomas d'Aquin fut contestée par du personnel de Liège,. D'où, la fête n'était mentionnée, même auprès de l'ordre des Prêcheurs duquel ce théologien était moine, qu'en 1304 lors de son chapitre général. Il fallait une affirmation supplémentaire d'un autre pape français Clément V, dénoncée au concile de Vienne en 1311, de sorte que la Fête-Dieu soit célébrée d'un commun accord. Puis le pape Jean XXII, lui aussi français, ordonna cette célébration dans toutes les églises catholiques, en 1317, avec la procession,. Les Dominicains, quant à eux, l'adoptèrent enfin entre 1318 et 1323. En résumé, la pratique de Lauda Sion, écrite par Thomas d'Aquin, restait floue après sa composition. En outre, les traces plus anciennes des offices de la fête de Corpus Christi, datées avant et après 1300, indiquent qu'ils manquaient d'exécution de chant. 
Pourtant, Sixte IV († 1484), que le docteur et prélat français Jean de Montmirail était chargé de servir à Rome, officialisa la séquence de Thomas d'Aquin, avec une constitution. L'œuvre se trouve donc dans le Bullarium novissimum fratrum Prædicatorum, tome III, p. 555. 
Finalement, c'était Noël Alexandre († 1724) qui établit l'authenticité de l'œuvre et l'identification de l'auteur, Thomas d'Aquin,.

##### Séquence de Thomas d'Aquin
Selon l'étude de Roberto Busa qui analysa des manuscrits en façon informatique, il n'est pas facile à établir le texte critique de cette séquence. Les deux publications fiables, Opera omnia dès 1570 et Opuscoli dès 1587, indiquent quelques variantes d'orthographe. Ainsi, dans la strophe XV, le mot assumitur (Opera omnia 1570, 1593, 1754 et Opuscoli 1587) fut remplacé par accipitur (Opuscoli 1927 et Liturgia) qui est en usage aujourd'hui. De surcroît, la strophe XVII Sumunt boni, sumunt mani ne se trouve pas dans plusieurs éditions. Cela signifie qu'il manque de manuscrit concrète à la main de Thomas d'Aquin. Déjà cette diversité de manuscrits, qui se remarquait dans de nombreux manuscrits dans les archives des régions d'ancienne Germanie, avait été étudiée et notée en détail par Johann Kayser au XIXe siècle. Aujourd'hui, le texte en usage est celui du Graduel romanum.   
L'un des témoignages les plus anciens se trouve dans la tradition du christianisme en Tchéquie. Il s'agit d'un texte du XIIIe siècle Lauda Sion Salvatorem, mais c'était une paraphrase qui possède trente-huit strophes,. L'existence de cette paraphrase de prière, qui était déjà insérée dans le bréviaire de monastère, demeure assez énigmatique. Cette particularité peut cependant être expliquée par l'installation des Dominicains,. Dans ce cas, on peut considérer que rien n'était officiellement établi, puisque le texte était modifié.  
Quoi qu'il en soit, le XIVe siècle comptait maintenant quelques témoignages. Les archives du diocèse de Sankt Pölten conservent son manuscrit Hs077. S'il n'est qu'un fragment, il s'agit d'une notation en quatre lignes. En France, conservé dans la bibliothèque de Grand Séminaire de Verdun, encore en 1959, le missel dit de Montiéramy contenait le texte de la Prosa de Corpore Christi, Lauda Sion Saluatorum (sic). Le Missale Metensis ecclesiæ reste un autre missel de ce siècle (1348) qui contient la Lauda Sion, folio 254v. Celui-ci se conserve à la bibliothèque municipale de Metz, près de Verdun. Liège, ville de l'institution de la Fête-Dieu, n'est pas loin de ces deux villes. Johann Kayser mentionnait d'autres manuscrits, conservés à Karlsruhe, à Munich, à Wien et ailleurs. La pratique était, d'abord, établie dans les régions germaniques, et non en Italie. Les compositions musicales en polyphonie aussi avaient la même tendance. 
En ce qui concerne le texte, il s'agit d'une séquence dont la caractéristique se trouve dans les compositions tardives. À la différence de l'hymne typique, la composition de strophes n'est pas identique. Mais à la dernière partie, il y a des évolutions. Celle-ci se constitue de plusieurs versets de huit syllabes en rime, suivis d'un verset de septe syllabes, sans rime :
- I - XVIII : deux versets de huit syllabes / septe syllabes — cette composition était typique à la cathédrale Notre-Dame de Paris au XIIe siècle[21]
- XIX - XXII : trois versets de huit / septe
- XXIII - XXIV : quatre versets de huit / septe

Toutefois un dernier verset de strophe impair et le dernier verset de strophe suivante (pair) possèdent aussi la même rime. Ainsi l'idée de l'auteur était-elle, :

aab ccb ... ddde fffe ... ggggh jjjjh.

Car les strophes étaient chantées par double-chœur en alternance. La mélodie aussi est quasiment répétée dans cette séquence pour adapter à cette pratique. Cela est donc d'une séquence tardive, structurée, évoluée, et peut-on dire, sophistiquée.
En bref, cette séquence était composée sous influence de séquence parisienne. Cette transmission est compréhensible, étant donné que Thomas d'Aquin avait été étudiant puis professeur de l'université de Paris. Cela explique encore que cette œuvre possède tant la caractéristique littéraire qu'une excellente thèse de dogme du Saint-Sacrement. J. Grange soulignait, en effet, que la séquence n'est autre qu'un résumé poétique de son traité Summa theologica, IIIe partie, question 75 La conversion du pain et du vin au Corps et au Sang du Christ.

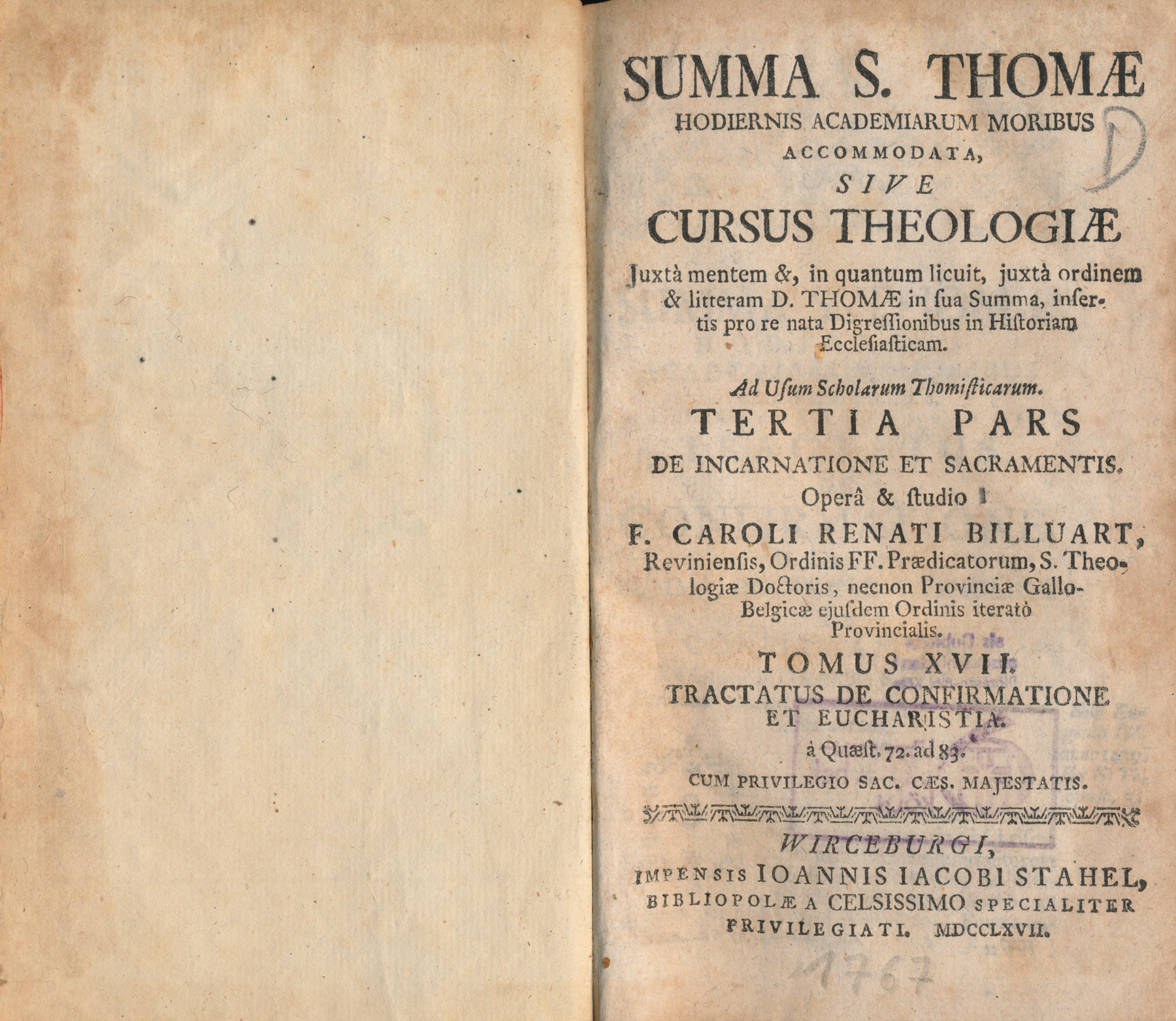
En ce qui concerne le Saint-Sacrement, l'idée théologique de Thomas d'Aquin était détaillée dans la Somme théologique, Tertia pars (IIIe), questions 72 - 83 Tractatus de Confirmatione et Eucaristiæ (celui-ci est le texte et le commentaire), qui fut écrit plus tard. La séquence Lauda Sion était son résumé.

#### Origine de prose
En 1894 dans la Revue du chant grégorien, Dom Joseph Pothier, ancien chercheur auprès de l'abbaye Saint-Pierre de Solesmes, présentait une forte ressemblance entre un alléluia et la séquence Lauda Sion. Il s'agit de l'alléluia et son verset Dulce lignum, dulces clavos en huitième mode, réservés à la messe de la fête de la Sainte-Croix. En oubliant l'esprit scientifique, Dom Pothier écrivait en manière littéraire : « il n'est personne qui ne se dise : Je connais cet air. Et en effet, tout le monde l'a entendu, tout le monde l'a dans sa mémoire, parce que tout le monde a entendu et se rappelle la séquence de saint Thomas d'Aquin pour la Fête-Dieu. » :
- séquence Lauda Sion : [écouter en ligne]
- Alléluia et verset Dulce lignum : [écouter en ligne]

D'ailleurs, Dom Pothier suggérait encore l'influence de la séquence Laudes crucis attolamus, attribuée auparavant à Adam le Breton, chanoine de Saint-Victor. (De nos jours, sans confusion, fut établie l'existence d'Adam le Chantre auprès de la cathédrale Notre-Dame de Paris, réputé, en tant que compositeur.) Mais selon un certain nombre de manuscrits, il s'agirait d'une séquence plus ancienne :
- séquence Laudes crucis attolamus en faveur de la Sainte-Croix : [écouter en ligne] [partition en ligne][27]

L'analyse faite par ce musicologue bénédictin lui donna une conclusion. Le Lauda Sion était, à l'origine, issue de l'alléluia Dulce lignum, mais le compositeur profitait de la Laudes crucis attolamus. Cela explique le changement de mode. Cette dernière emploie, à la différence de l'alléluia, le septième mode grégorien qui est identique à celui de la Lauda Sion. Toutefois, il est certain que l'auteur, un musicien de qualité, la composait en direct à la base de l'alléluia. Car, d'après Dom Pothier, cette séquence n'est autre qu'une reproduction de l'alléluia : « dès son début, ... c'est note pour note la même phrase mélodique. Cette phrase sert de thème musical à toute la composition, le reste n'en est que développement. » La beauté de Lauda Sion doit être issue du chant grégorien original.    
À cette époque-là, on considérait que saint Thomas d'Aquin était également son compositeur, ce que ce musicologue évitait à juger. De nos jours, il faut écarter cette hypothèse. D'une part, il est évident que ces deux séquences ne respectent pas l'ambitus. Leur élan est tellement développé que la notation en quatre ligne, qui était bien adapté au chant grégorien, n'est pas suffisante. D'autre part, Dom Pothier marquait qu'à la cadence finale de plusieurs strophes, on entend le Diabolus in musica (diable dans la musique ou triton), une nouveauté de la musique tardive. Mais Dom Pothier analysait qu'il ne s'agit pas de triton strict.    
L'identification de la date de composition de Lauda Sion était ce que Félix Danjou voulait établir, car le musicologue en possédait un manuscrit ancien. D'ailleurs, Craig H. Russel ne croit pas que la Fête-Dieu eût sa propre séquence avant la réforme liturgique selon le concile de Trente,. Ce sujet, identification, reste donc difficile à établir, entre l'institution en 1246 et le premier missel romain de 1570. Il est probable cependant que la version actuelle ne remonte pas en 1246. L'œuvre d'Antoine Brumel en polyphonie, imprimée en 1503 à Venise  fut composée, selon Stephen Rice, à la base d'une variante, dont le manuscrit original en plain-chant ne se trouve nulle part. Mais, au lieu de début mi - sol - la - sol, la version de Brumel se commence, chaque fois, avec une quatre ré - sol - la - sol. Cela indique que la version standard n'existait pas encore en 1503. 
Par ailleurs, dans la tradition du diocèse d'Amiens, le plain-chant Lauda Sion était en partie exécuté, avant la messe de la Fête-Dieu, lors de la procession solennelle passant par douze stations . Il s'agit de la coutume que Jean XXII avait proclamée. Puis à la messe, on le chantait entièrement .

#### Origine de l'extraitEcce panis angelorum
L'origine de texte Ecce panis angelorum était une pratique selon le rite tridentin. Avec de nombreux gestes importants dans la liturgie, la Contre-Réforme distinguait le catholicisme de la réforme protestante à la base de la lecture de la Bible. D'où, l'exécution de la séquence Lauda Sion était, selon le rite tridentin, divisée en deux. Dès la strophe XXI, le célébrant et les fidèles se prosternent en hommage au Saint-Sacrement,. Dans la Revue du monde catholique, un témoin racontait une manière plus solennelle. Il s'agissait de la messe de la Fête-Dieu, célébrée le 4 juin 1885 dans un village près de Baden-Baden : « À la prose du Lauda Sion, ce chant triomphal, le célébrant prend l'ostensoir et reste tourné vers le peuple après avoir chanté par deux fois : Ecce panis angelorum, In figuris præsignatur ; le peuple continue verset, le drapeau s'incline toujours... Pourquoi n'avons-nous pas cette coutume chez nous ? L'effet en est très grand ! » En France, avec le rite parisien, le gallicanisme empêchait souvent la pratique du rite romain. D'ailleurs, cette division était l'origine de la composition musicale d'Ecce panis angelorum, qui occupe la moitié environ des œuvres. C'était la même façon de l'origine des motets O salutaris Hostia, Panis Angelicus et Tantum ergo qui enrichissait le répertoire de salut du Saint-Sacrement.

### Premières pièces musicales

#### Lauda Sion
De nouvelles œuvres de Lauda Sion étaient composées par des musiciens à la Renaissance, avant et après la Contre-Réforme.
Mais déjà, à la fin du Moyen Âge, Guillaume Dufay († 1474) écrivit son œuvre de laquelle trois manuscrits restent : manuscrit Trente 92 (vers 1435 ?), manuscrit Trente 93 (vers 1455), manuscrit dit de Saint-Emmeran (vers 1450). Ils furent copiés au Saint-Empire romain germanique et à Trente sous l'Autriche. Encore quelques compositeurs de l'école franco-flamande commencèrent-ils à l'écrire en polyphonie.  
Au début du XVIe siècle, le Lauda Sion était, à la Fête-Dieu, chantée à la chapelle Sixtine. Car le manuscrit d'Antoine de Févin († vers 1511) fut découvert dans le fonds Cappella Sistina à la Bibliothèque apostolique vaticane (manuscrit 46). Il s'agit des 12 premiers versets de cette séquence. Le manuscrit avait été copié à Rome, entre 1508 et 1527, pour l'usage de cette chapelle pontificale, inaugurée par le pape Sixte IV († 1484). Il s'agit d'une seule œuvre de Févin, qui se trouve dans ce manuscrit. 
L'œuvre à quatre voix d'Antoine Brumel, contemporain de Févin, aussi était adaptée à l'usage liturgique. Celle-ci fut publiée à Venise en 1503, par Ottaviano Petrucci, célèbre éditeur. Il donna mélodie à toutes les strophes impaires, soit 12 (I, III, V, ... XXIII) [manuscrit en ligne]. En profitant de la forme polyphonique, il composa les strophes XIII et XV au milieu, à deux voix, ce qui formait une structure convenable à cette œuvre. 
Au contraire, un exemplaire de Missale Lugdunense, publié à Lyon par l'imprimerie Jean de Mayence en 1487, indique que, lors de la publication, l'usage de la séquence Lauda Sion n'était pas établi. Toutefois, on y ajouta tardivement des mots à la main Prosa : Lauda Sion Salvatorem & ... , ce qui témoigne que l'on établit plus tard, au diocèse de Lyon, la pratique de cette séquence dans la messe de la Fête-Dieu, et pas encore en 1487. D'après le catalogue de l'université de Budapest, la séquence se trouve en fait dans l'édition de 1510,. Cette liste indique également que l'adoption dans le missel se commençait vers 1485, et au début du XVIe siècle, assez nombreux pays européens établissaient sa pratique selon le missel. Cela coïncidait à l'officialisation de cette séquence par Sixte IV.
On peut considérer, avec ces indices, que l'usage du Lauda Sion dans le rite romain fut mis en vigueur, pour la première fois, à la suite de la confirmation de Sixte IV.

#### Ecce panis angelorumde Bruhier
En ce qui concerne l'extrait Ecce panis angelorum, les recherches récentes établirent que le motet d'Antoine Bruhier, composé à cette époque-là, était exactement conçu pour l'élévation dans la messe,, si l'on sait peu pour ce compositeur. Sans doute né à Noyon, il devint, au début du XVIe siècle, un des chanteurs de la chapelle privée de nouveau pape Léon X. Le motet se constituait de quelques versets de la séquence, sans respecter l'ordre original [partition en ligne] (strophes XXI - XII - XXIII). Et à la différence de l'œuvre d'Antoine de Févin, aucun manuscrit ne se trouve dans les archives de la Chapelle Sixtine. Il semble que l'usage de ce type de motet ne fût pas encore officiel au Saint-Siège. Son manuscrit dit Codex Médicis était, depuis longtemps, attribué à Léon X, Giovanni di Lorenzo de Médicis. Or, les études récentes préfèrent Laurent II de Médicis, pour le propriétaire, qui se maria en 1518 avec Madeleine de La Tour d'Auvergne. Il s'agirait d'un cadeau de noces. Quoi qu'il en soit, l'œuvre était liée à la famille de Médicis, qui aimait la musique en tant que mécénat.
La pratique peut remontrer au moins avant 1503. Dans le livre de chant Motetti de Passionne, de Cruce, de Sacramento, de Beata Virgine et de Huiusmodi, publié par Ottaviano Petrucci en 1503 à Venise, il y a un motet curieux et énigmatique. Il s'agit de celui d'un certain Grégoire que, même aujourd'hui, personne ne réussit à identifier. Cette partition [lire en ligne] à quatre voix se compose de quatre textes différents : Ave verum corpus de soprano, Ecce panis angelorum d'alto, Bone pastor panis vere de ténor et O salutaris Hostia de basse. Il faut remarquer que ces trois derniers sont des textes de Thomas d'Aquin alors que le premier est issu de la tradition ancienne. Il est possible que cette composition particulière eût pour but de promouvoir les textes de ce théologien.

### Concile de Trente et Contre-Réforme
Si le missel romain contenait déjà la séquence Lauda Sion, l'année 1570 marque une évolution importante pour cette séquence. Dans le premier missel romain selon rite tridentin, toutes les 4 500 séquences furent supprimées, à l'exception de quatre pièces dont la Lauda Sion. En effet, plusieurs conciles suivis de la Contre-Réforme condamnaient la séquence à cause de l'utilisation sans autorisation concrète ainsi que de leur mauvais texte non biblique. En ce qui concerne la Lauda Sion, l'usage dans la messe était officiel. 
À la suite de cette réforme selon le concile de Trente, trois musiciens importants composèrent, pour le Saint-Sacrement, leur motet Lauda Sion en polyphonie. Leur publication fut tenue entre 1571 et 1585, après la parution du missel romain. Ceux qui concernaient étaient Giovanni Pierluigi da Palestrina, Roland de Lassus et Tomás Luis de Victoria. Saint-Sacrement, leur usage était bien précisé dans la partition. L'œuvre de Victoria se distinguait de sa composition en double-chœur à 8 voix, et était précisée pour la fête du Corps du Christ (In festo Corporis Christi) . Celle-ci fut publiée en 1585, avant qu'il ne quitte le Vatican où il était en service, en faveur de l'impératrice Marie d'Autriche demeurant à Madrid. Cela signifie qu'à Rome, l'utilisation du Lauda Sion pour la Fête-Dieu était définitivement établie après le concile. On ne sait cependant pas si ces pièces remplaçaient la séquence classique en plain-chant dans la messe.
Par ailleurs, le concile traitait également la question de l'utraquisme, qui proclamait le besoin des deux espèces, le pain et le vin. Il est probable que l'idée du verset XIV Caro civis contribua à soutenir le dogme orthodoxe du Saint-Siège, en concluant que l'utraquisme n'est pas canonique

### Au château de Versailles sous le règne de Louis XIV
Avant la dernière réforme liturgique du XXe siècle, cette séquence était toujours chantée dans la messe de la Fête-Dieu. Celle-ci était exécutée, toutefois, après l'alléluia, littérairement « pièce de plain-chant en vers mesurés et rimés chantée à certaines fêtes à la suite du graduel ou de l'alléluia. » La séquence Lauda Sion était en entier chanté encore à l'octave de la Fête-Dieu, entre l'alléluia et la lecture de l'Évangile selon saint Luc. 
Au XVIIe siècle à la Chapelle royale de Versailles, la séquence Lauda Sion était donc chantée en plain-chant à la Fête-Dieu. Car, en présence de Louis XIV, le prêtre de haut rang y était chargé de célébrer la messe dominicale et celle de fête importante en grégorien. Au contraire en semaine, était tenue, avec de nombreux musiciens, la messe qui s'accompagnait de trois motets, y compris celui de l'élévation. En conséquence, de nombreux motets furent composés par les musiciens de Louis XIV et de ses successeurs. Quant à la Lauda Sion, le répertoire était vraiment pauvre. Seuls François Couperin et Guillaume-Gabriel Nivers laissaient leurs compositions. Œuvre particulière, un motet Ecce panis angelicus de Nivers était conçu pour la Maison royale de Saint-Louis, de sorte que de jeunes orphelines puissent en chanter sans difficulté.   
En admettant que Marc-Antoine Charpentier ait composé quatre œuvres dont chacune avait son propre genre, cette compositeur n'obtint jamais sa fonction à Versailles (finalement maître de musique de la Sainte-Chapelle en 1698, à Paris). Sans obligation de composition, Charpentier put écrire de différentes types de musique, avec beaucoup de liberté et donc de diversité. On compte deux Lauda Sion et deux Ecce panis angelicus, ce qui reste une exception.

### Au XIXe siècle
Tout comme à la Chapelle royale, contrairement à d'autres petits motets, ce texte connaissait au XIXe siècle moins de composition musicale contemporaine. Ainsi, à l'église de la Madeleine de Paris, trois grands compositeurs se succédaient, Camille Saint-Saëns, Théodore Dubois et Gabriel Fauré. Seul Théodore Dubois écrivit deux motets Ecce panis angelicus, en qualité de maître de chœur, parmi ses 34 motets au total. Or, il semble que Charles Gounod, quant à lui, aimât cette séquence. Non seulement il composa une œuvre (CG139, Ecce panis angelorum) mais aussi effectua une harmonisation de la séquence (CG172 inédit, Lauda Sion). Cette dernière fut reprise dans son opéra Mireille.
En résumé, le texte n'intéressait pas la plupart des organistes en service de leur paroisse, qui composèrent un grand nombre de motets O salutaris Hostia, Tantum ergo et Panis Angelicus. Aussi pour la Fête-Dieu, l'exécution restait-elle en plain-chant, sans être remplacée par l'œuvre contemporaine. Cela était une particularité de cette pièce. De surcroît, en général le motet Ecce panis angelicus était réservé au Saint-Sacrement et non à la messe.

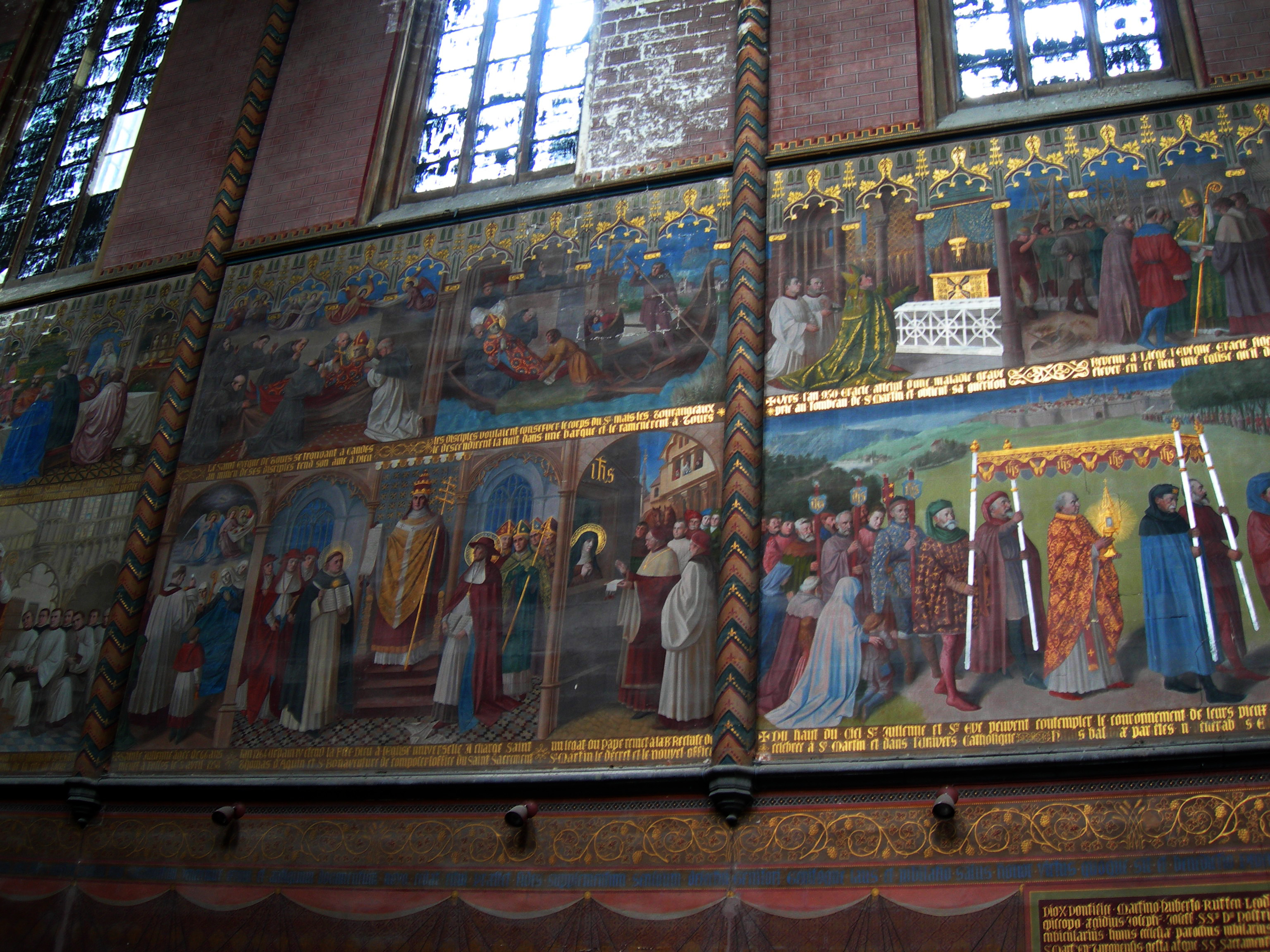
En faveur du anniversaire de la Fête-Dieu, la cantate Lauda Sion de Mendelssohn fut chantée à cette fête de 1846 (basilique Saint-Martin de Liège, Procession du Saint-Sacrement).

Pourtant, il est à noter que l'œuvre de Felix Mendelssohn était une cantate particulière, accompagnée d'orchestre. On peut penser qu'il s'agit certes d'une musique sacrée, mais en faveur du concert. En réalité, le compositeur qui se passionnait du catholicisme avait été demandé de fournir cette pièce, afin de célébrer le 600e anniversaire du Fête-Dieu. Aussi l'œuvre fut-elle chantée, le jeudi de Fête-Dieu 11 juin 1846, à la basilique Saint-Martin de Liège. Avant l'adoption pour l'Église universelle par le Vatican en 1264, la Fête-Dieu était déjà instituée, en 1246 par le prince-évêque Robert de Thourotte, et célébrée chaque année dans cette basilique. Selon la composition de Mendelssohn, le chœur chante à l'unisson, dans cette œuvre (5e mouvement), trois fois la mélodie de plain-chant, dans l'optique de rendre hommage à la Trinité. Or, le peuple fidèle trouva qu'était bien meilleure la séquence en plain-chant que l'on avait chanté à la procession. La cantate de Mendelssohn tomba dans l'oubli.   
Celui qui nous intéresse est Dietrich Buxtehude, qui avait écrit une autre cantate plus tôt. Cet organiste était en fait luthérien, plus précisément l'un des compositeurs les plus importants parmi les protestants. Et on ignore la raison pour laquelle celui-ci avait composé le Lauda Sion en latin. L'édition allemande Bärenreiter la classifie toutefois comme cantate de Noël. Cette attribution peut être raisonnable, étant donné que les protestants refusent un des dogmes catholiques : existence réelle de Jésus-Christ dans le Saint-Sacrement. Enfin, l'œuvre de Joseph Haydn était un répons pour la liturgie de Saint-Sacrement, ce qui reste un cas particulier. En dépit de nombre de composition très modeste, le Lauda Sion se caractérise de sa variété d'arrangement.
Encore est-il à noter que Paul Hindemith adopta, pour sa symphonie Mathis le peintre, la mélodie de cette séquence, tout comme cantus firmus .

### Usage actuel après le concile Vatican II
Après le concile Vatican II, la dernière modification de séquence fut effectuée en 1969. À partir de 1970, la séquence Lauda Sion reste, dans le missel romain, l'une des quatre pièces de cette catégorie, qui sont classées comme chant lié à Pâques. En ce qui concerne la Fête-Dieu, qui est célébrée 60 jours après Pâques, le Lauda Sion garde sa fonction. Or, dans la messe, l'usage est désormais facultatif : « La séquence, qui est facultative sauf aux jours de Pâques et de la Pentecôte, est chantée avant l'alléluia. » D'où, la fonction initiale comme ce qui suit (sequentia) fut perdue tandis qu'est soulignée l'importance de l' alléluia, avant la lecture de la Bible que la séquence prépare dorénavant. 
En 2020 au Vatican, la séquence fut chantée le 14 juin, en cette manière. Il s'agissait de la messe dominicale du Salut du Saint-Sacrement, présidée par le pape François. Elle fut exécutée par une petite schola cantorum, composée des prêtres. Or, la réforme recommande l'alternation entre la schola et les fidèles, strophe par strophe. C'est ce que la brochure de cette messe exprime. On ne chanta pas l'Amen qui était supprimé dans la partition. 
D'ailleurs, dans le Calendarium Concilii Vatican II, celle-ci est destinée à la célébration des Corporis et sanguinis Christi, en général en tant que Salut du Saint-Sacrement. Mais c'est très souvent l'extrait Ecce panis angelicus qui est en usage, en raison de sa durée convenable et de son texte directement lié au Saint-Sacrement. 
De nos jours, l'hymne Ecce panis angelicus est l'une des pièces, avec Tantum ergo, O salutaris Hostia et Panis Angelicus, qui est consacrée à l'Adoration, si sa pratique reste moins fréquente.

## Musique

### Lauda Sion

#### Renaissance
- Guillaume Dufay (1397 - 1474) : séquence à 3 voix pour In festo Corporis Christi, dans 3 manuscrits[35],[64]
- Johannes Regis (vers 1425 - † vers 1496) : motet à 5 voix[65]
- Heinrich Isaac (vers 1450 - † 1517) : séquence à 4 voix pour la Fête-Dieu (publication 1955)[66]
- Antoine Brumel (vers 1460 - † vers 1515) : séquence à 4 voix, avec 12 strophes (toutes les impairs I - XXIII), dans les Motetti de Passione, de Cruce, de Sacremento, de Beata Virgine et Huiusmodi B (1503)[op 4],[38],[wd 2] [manuscrit en ligne]
- Antoine de Févin (vers 1470 - † vers 1511) : séquence pour la Fête-Dieu (motet) à 4 voix (12 premiers versets), Bibliothèque apostolique vaticane Fonds Cappella Sistina manuscrit 46[37]
- Giovanni Pierluigi da Palestrina (vers 1525 - † 1594) : motet à 4 voix (publications 1571[67], 1612[68])
- Roland de Lassus (1532 - † 1594) : motet du Saint-Sacrement à 6 voix (1575)[69],[70]
- Tomás Luis de Victoria (vers 1548 - † 1611) : motet In festo Corporis Christi à 8 voix (1585) [partition en ligne][71] [manuscrit en ligne (en bas, Motetes a 8 voces)]

#### Musique baroque
- Dietrich Buxtehude (vers 1637 - † 1707) : cantate pour 2 soprano, basse et instruments, BuxWV68[72]
- Marc-Antoine Charpentier (1643 - † 1704) : voir aussi Ecce panis angelorum
  - prose du Saint-Sacrement pour 2 soprano, basse basse continue, H14 (1679)[73]
  - motet de l'élévation pour ténor et basse continue, H268, dans les Motets melez de simphonie (publication posthume 1709)[74]
- François Couperin (1668 - † 1733) : motet pour 2 soprano et basse continue[75]

#### Musique classique et romantique
- Antonio Soler (1729 - † 1783) : motet de la Fête-Dieu pour 3 solos, double-chœur et instruments, R47 (1758)[76]
- Joseph Haydn (1732 - † 1809) : Responsoria de venerabili Sacramento, n° 1 pour chœur à 4 voix, 2 violons, 2 cors anglais, basse continue et orgue, Hob XXIIIc 4a[77]
- Felix Mendelssohn (1809 - † 1847) : cantate pour 4 voix, chœur et orchestre, op. 73 en faveur du 600e anniversaire de la Fête-Dieu (le 11 juin 1846)[78] [partition de chœur en ligne (extrait)]
- Edmond de Polignac (1834 - † 1901) : œuvre pour chœur à 4 voix (1898)[79]
- Ernest Chausson (1855 - † 1899) : motet (1888), dans les Trois motets, op. 16

### ExtraitEcce panis angelorum

#### Renaissance
- Antoine Bruhier (vers 1470 - † 152..) : motet de l'élévation à 4 voix, dans le Codex Médicis (1518) préparé pour le pape Léon X (Giovanni di Lorenzo de Medici)[80],[42] ou, selon les études récentes, pour le mariage de Laurent II de Médicis et de Madeleine de La Tour d'Auvergne en 1518[47] [partition en ligne]
- Giovanni Croce (1557 - † 1609) : motet pour chœur à 8 voix, dans les Motetti a otto voci di Giovanni Croce (1603) [partition en ligne (ténor II)]
- Claudio Monteverdi (1567 - † 1643) : motet pour 2 soprano, ténor, 2 violons et basse continue (vers 1620) ; contrafactum du madrigal Chiome d'oro (1619)[81],[82]

#### Musique baroque
- Antoine Boësset (1587 - † 1643) : motet voix élevée, bas-dessus, basse et instruments dans le Recueil Deslauriers dont le copiste était André Péchon[83],[84],[85]
- Nicolas Lebègue (1631 - † 1702) : motet[86]
- Guillaume-Gabriel Nivers (1632 - † 1714) : 
  - motet du Saint-Sacrement pour voix seule et basse continue(1689)[87]
  - motet à voix unique pour la Maison royale de Saint-Louis à Saint-Cyr ; Chants d'église, seconde partie (1708) [partition en ligne]
- Marc-Antoine Charpentier (1643 - † 1704) : voir aussi Lauda Sion
  - motet de l'élévation pour soprano et basse continue, H242 (1679)[88]
  - motet du Saint-Sacrement pour ténor, baryton, basse et instruments, H348 (après 1688)[89]
- André Campra (1660 - † 1744) : motet pour haute-contre, ténor, baryton, chœur et instruments (1723)[90]
- Louis-Nicolas Clérambault (1676 - † 1749) : motet du Saint-Sacrement pour 2 soprano, basse, chœur et basse continue, C134[91]
- Louis Lemaire (vers 1693 - † vers 1750) : motet du Saint-Sacrement pour soprano et orgue[92]

#### Musique classique
- François Giroust (1737 - † 1799) : motet pour chœur à 5 voix et orchestre, H589 (1779) [manuscrit partiel en ligne]
- Georg Joseph Vogler (1749 - 1814) : motet à 4 voix accompagné d'orchestre (1778)[93]
- Luigi Cherubini (1760 - † 1842) : motet (séquence) pour le Saint-Sacrement, en faveur de la Chapelle royale sous Louis XVIII et Charles X (vers 1816)[94]
- Daniel-François-Esprit Auber (1782 - † 1871) : motet pour chœur à 4 voix et orgue, AWV91 (vers 1860)[95]
- Charles Gounod (1818 - † 1893) : motet (séquence) pour 2 sopranos, ténor et basse (1844 - 1846), publié dans les Chants sacrés, tome III n° 48, CG136 (1879)[96] [partition en ligne]
- Théodore Dubois (1837 - † 1924) :
  - motet n° 6 dans la première collection de motets[51] pour soprano et baryton, dédié à Rose Caron[97]
  - motet n° 9 dans la même collection pour 2 soprano[51]
- Louis-Lazare Perruchot (1852 - † 1930) : motet à 2 voix égales, dans les Quatre motets en l'honneur de très saint Sacrement, n° 2 (1912)[98]
- Fernand de La Tombelle (1854 - † 1928) : œuvre pour soprano, alto et orgue (strophes 21 Ecce panis et 23 Bone Pastor) (1898)[99]
- Philippe Bellenot (1860 - † 1928) : œuvre pour soprano, ténor, baryton, chœur à 4 voix et orgue[100]
- Georges-Charles Berruyer (1877 - † 1915) : motet à 2 voix, dans le Petit salut grégorien, d'après les méthodes liturgiques, n° 1 (1912?)[101]

### Œuvre instrumentale
- Alexandre Guilmant (1837 - † 1911) : œuvres liturgiques Ecce panis Angelorum pour l'orgue
  - pièce composée pour la première communion de sa fille Cécile[102] (1874) ; publiée dans l'Organiste pratique (1883)[103]
  - pièce pour l'élévation, dans l'Organiste liturgiste, recueil de pièces sur les chants liturgiques ou usités dans l'Église, op. 65 Livraison 4 (1888)[104]
- Bruno Maderna (1920 - † 1973) : Introduzione e passacaglia Lauda Sion salvatorem pour orchestre, d'après la mélodie de plain-chant (1942)[105]
- Jeanne Demessieux (1921 - † 1968) : Répons pour les temps liturgiques en l'honneur du Saint-Sacrement, pour orgue (première version 1963 et deuxième 1966)[106]

### Liste
- Liste des manuscrits de missel qui contient la séquence Lauda Sion, principalement entre 1450 et 1550, selon le site USUARIUM (université de Budapest) : [lire en ligne]

### Partition (2020)
- Santissimo Corpo e Sangue di Cristo, Solennità, Santa Messa Adorazione e Benedizione Eucaristica, presiedute dal Santo Padre Francesco, basilique Saint-Pierre, le 14 juin 2020 [brochure en ligne] p. 14 - 20 ([vidéo] « Disponible », sur YouTube)

1. 1 2  p. 14 - 20
2. ↑  p. 20 ; vraisemblablement, en faveur de l'Alléluia qui suit.

### Livres anciens
- S. Thomæ Aqvinatis, Ecclesiæ Doctris, de sanctissimo Eucharistiæ Scaramento, Seqventia, Lauda Sion Saluatorum, Latinè, Græcè, Germanicæ edita., Avgvstæ Vindelic, M.DC.XIIII (1614) [lire en ligne]

1. ↑  p. 7 aussi accipitur

- Officium Corporis Christi, de Festo et per octavuam, latine et græce editum, ac Fraterniati Eucaristicæ Augstanæ dedicatum, Gregorio Mayr Societatis Jesu, 1618 [lire en ligne] (Thomas d'Aquin : Pange lingua p. 17 (vêpres) ; Sacri solemniis p. 49 (matines) ; Verbum supernum prodiens p. 149 (laudes))
- Office divin complet du matin et du soir noté en plain-chant, pour tous les dimanches et fêtes de l'année, à l'usage des fidèles du diocèse d'Amiens, nouvelle édition, Canon et Lambert, Amiens 1847 [partitions en ligne]

## Référence bibliographique
- Ottaviano Petrucci, Motetti de Passione, de Cruce, de Sacremento, de Beata Virgine et Huiusmodi B, Ottaviano Petrucci, Venise 1503 [lire en ligne]

1. ↑  p. 38 selon livre (folio 37v - 41r)
2. ↑  folios 55v et 56r
3. ↑  p. 21, notes n° 109 et 110
4. ↑  folios 37v -41r

- Warren Drake (éd.), Ottaviano Petrucci, Motetti de Passione, de Cruce, de Sacremento, de Beata Virgine et Huiusmodi B, Venice, 1503, University of Chicago Press, Chicago 2002  (ISBN 0-226-16236-2) [lire en ligne]

1. ↑  p. 19.
2. 1 2 3 4 5  p. 21.
3. ↑  p. 21, même conclusion.

- Johann Kayser, Beiträge zur geschichte und erklärung der alten Kirchenhymnen, chapitre I; Die Fronleichnams-Sequenz Lauda Sion, Ferdinand Schöningh, Münster 1886 [lire en ligne]

1. ↑  p. 78, note n° 1 ; Benoît XIV, Delle feste di Gesu Christo, tome II, p. 103
2. ↑  p. 78, note n° 3
3. ↑  p. 82 - 89
4. ↑  p. 81 - 82
5. 1 2  p. 80.
6. ↑  p. 78.

- Constant J. Mews, Carol J. Williams, John N. Crossley et Catherine Jeffreys, Guy of Saint-Denis, Tractatus de tonis, TEAMS / Medieval Institute Publications - Western Michigan University, 2017  (ISBN 978-1-58044299-2) [lire en ligne]

1. ↑  p. xvii ; ainsi, un répons Paratum panem composé par Thomas d'Aquin était conservé au sein du monastère Saint-Vaast d'Arras. Celui-ci, réservé à l'office de la Fête-Dieu, remplaçait celui de sainte Julienne, mais ne fut jamais publié.
2. 1 2  p. xlvii, note n° 41
3. ↑  p. xvii